# Incendie de l'hôpital Piatra Neamț
 (octobre 2022).
La mise en forme du texte ne suit pas les recommandations de Wikipédia : il faut le « wikifier ».
Les points d'amélioration suivants sont les cas les plus fréquents. Le détail des points à revoir est peut-être précisé sur la page de discussion.
- Les titres sont pré-formatés par le logiciel. Ils ne sont ni en capitales, ni en gras.
- Le texte ne doit pas être écrit en capitales (les noms de famille non plus), ni en gras, ni en italique, ni en « petit »…
- Le gras n'est utilisé que pour surligner le titre de l'article dans l'introduction, une seule fois.
- L'italique est rarement utilisé : mots en langue étrangère, titres d'œuvres, noms de bateaux, etc.
- Les citations ne sont pas en italique mais en corps de texte normal. Elles sont entourées par des guillemets français : « et ».
- Les listes à puces sont à éviter, des paragraphes rédigés étant largement préférés. Les tableaux sont à réserver à la présentation de données structurées (résultats, etc.).
- Les appels de note de bas de page (petits chiffres en exposant, introduits par l'outil «  Source ») sont à placer entre la fin de phrase et le point final[comme ça].
- Les liens internes (vers d'autres articles de Wikipédia) sont à choisir avec parcimonie. Créez des liens vers des articles approfondissant le sujet. Les termes génériques sans rapport avec le sujet sont à éviter, ainsi que les répétitions de liens vers un même terme.
- Les liens externes sont à placer uniquement dans une section « Liens externes », à la fin de l'article. Ces liens sont à choisir avec parcimonie suivant les règles définies. Si un lien sert de source à l'article, son insertion dans le texte est à faire par les notes de bas de page.
- La présentation des références doit suivre les conventions bibliographiques. Il est recommandé d'utiliser les modèles {{Ouvrage}}, {{Chapitre}}, {{Article}}, {{Lien web}} et/ou {{Bibliographie}}. Le mode d'édition visuel peut mettre en forme automatiquement les références.
- Insérer une infobox (cadre d'informations à droite) n'est pas obligatoire pour parachever la mise en page.

Pour une aide détaillée, merci de consulter Aide:Wikification.
Si vous pensez que ces points ont été résolus, vous pouvez retirer ce bandeau et améliorer la mise en forme d'un autre article.
L'incendie de l'hôpital Piatra Neamț s'est déclaré vers 18h30 le 14 novembre 2020 dans le service COVID-19 du bâtiment. L'incendie, suivi de trois autres également meurtriers en Roumanie (à Iași en décembre 2020, Bucarest en janvier 2021 et Constanța en octobre 2021), a tué dix personnes et en a blessé dix autres, dont sept gravement. 
Cet incendie, ainsi que les autres qui ont suivi, a ramené à l'attention du public l'état vétuste du système de santé roumain ainsi que l'ingérence politique dans la gestion hospitalière. 

## Incendie
L'incendie s'est déclaré au deuxième étage de l'hôpital d'urgence de Piatra Neamț, où se trouvait le service COVID-19. Le personnel médical est intervenu, essayant d'éteindre l'incendie et d'aider les patients. Les pompiers, intervenus avec cinq camions et une échelle, ont déclaré que l'incendie a connu une « évolution très, très rapide ». Une forte déflagration a suivi et le feu s'est propagé à la pièce. Le feu a été éteint en vingt-cinq minutes environ. 
Nelu Tătaru, le ministre de la Santé, a déclaré que pendant l'incendie, huit lits de soins intensifs avaient été complètement brûlés.

## Victimes
Dix personnes ont été tuées dans l'incendie, trois femmes et sept hommes. Tous étaient des patients atteints de COVID-19 et avaient entre soixante-sept et quatre-vingt-six ans. Huit des victimes ont été tuées dans la pièce où l'incendie s'est déclaré et deux autres sont décédées d'une insuffisance respiratoire lors de leur évacuation de la pièce voisine,. 
Un médecin du service qui a tenté de sauver les patients des flammes a été grièvement blessé après que son équipement de protection ait pris feu. Il a subi des brûlures sur 40% de la surface de son corps et des brûlures au quatrième degré sur ses membres. Il a été amené à Bucarest dans la nuit du 14 au 15 novembre à l'hôpital d'urgence de Floreasca, pour ensuite être transporté par avion militaire à l'hôpital militaire Reine Astrid à Bruxelles. 
Trois autres membres du personnel médical – un médecin et deux infirmières – ont reçu des soins pour leurs brûlures, mais leur état n'était pas inquiétant et ils n'ont pas eu besoin d'être hospitalisés. 
Six patients de la chambre voisine ont été transférés à l'hôpital modulaire de Lețcani, comté d'Iași, pour un traitement approprié. Trois d'entre eux étaient dans un état grave, mais aucun n'a été brûlé.
L'incendie a fait dix blessés, dont sept graves.

## Enquête
Le Parquet du Tribunal de Neamț a ouvert une enquête pour homicide volontaire, puis l'enquête a été prise en charge par le bureau du procureur général. L'enquête a été menée par Marius Iacob, un procureur qui s'était occupé des enquêtes sur les incendies de la discothèque Colectiv et de la maternité de Giulești.
Dan Iamandi, le chef de l'Inspection générale des situations d'urgence, a ordonné la création de deux commissions concernant l'incendie de Piatra Neamț : l'une des commissions était chargée d'identifier la cause probable de l'incendie, et la seconde de vérifier le respect des conditions d'autorisation. L'hôpital avait obtenu un permis de sécurité incendie avant 1990. Marius Filip, directeur de l'unité des normes au sein de l'Autorité nationale pour la gestion de la qualité dans le domaine de la santé, a déclaré dans un entretien téléphonique avec Digi24 que l'hôpital d'urgence de Piatra Neamț avait des irrégularités en matière de sécurité du personnel et des patients[réf. nécessaire].
Selon George Lazăr, le préfet du comté de Neamț, l'unité de soins intensifs pour les patients atteints de la COVID-19 a été déplacée du troisième étage au deuxième étage du bâtiment le 14 novembre, quelques heures avant que l'incendie ne se déclare, sans approbation et sans en informer les autorités. Ses affirmations ont été contredites par le directeur de l'hôpital, selon lequel la Direction de la santé publique avait donné son accord pour le fonctionnement de l'unité de soins intensifs au deuxième étage de l'unité médicale . Cependant, dans la soirée du 15 novembre, la direction de la santé publique de Neamț a publié une déclaration dans laquelle elle montrait que la reconfiguration de l'unité de soins intensifs et la relocalisation des patients positifs au COVID-19 du troisième étage au deuxième étage avaient été effectuées sans approbation.

## Réactions
Le président Klaus Iohannis a envoyé un message de condoléances aux familles et a prié pour les victimes à l'église jésuite de Sibiu. Il a également souligné la nécessité de réformer le système de santé publique. Le Premier ministre Ludovic Orban s'est dit choqué par le drame et a promis l'identification et la poursuite des coupables.
Le ministre de la Santé Nelu Tătaru s'est rendu en urgence à Piatra Neamț pour évaluer la situation à l'hôpital du comté. Il a annoncé que les hôpitaux rattachés aux autorités locales seraient placés sous la coordination du ministère de la Santé. Tătaru a également déclaré qu'il y avait une culpabilité collective pour l'incendie de Piatra Neamț et qu'une réévaluation urgente de l'ensemble du système médical roumain était nécessaire.
Après une réunion de travail au Victoria Palace, le Premier Ministre Orban a annoncé qu'à partir du 16 novembre, des équipes conjointes des directions de la santé publique et de l'inspection générale des situations d'urgence effectueraient des contrôles dans toutes les unités de soins intensifs au niveau national pour vérifier les installations et les conditions de la mise en service d'équipements médicaux.
Mara Togănel, préfète du Judet de Mureș, a annoncé que les unités de santé du comté de Mureș viendraient soutenir l'hôpital d'urgence de Piatra Neamț avec des lits de soins intensifs, des ventilateurs, des moniteurs et des pousse-seringues.
Cet incendie n'est pas le seul incendie à s'être produit dans des hôpitaux en Roumanie, et trahit une certaine vétusté du système de santé et des infrastructures.

Les portes de l'hôpital près du pavillon de chirurgie accueillant les soins intensifs, le troisième jour après l'incendie
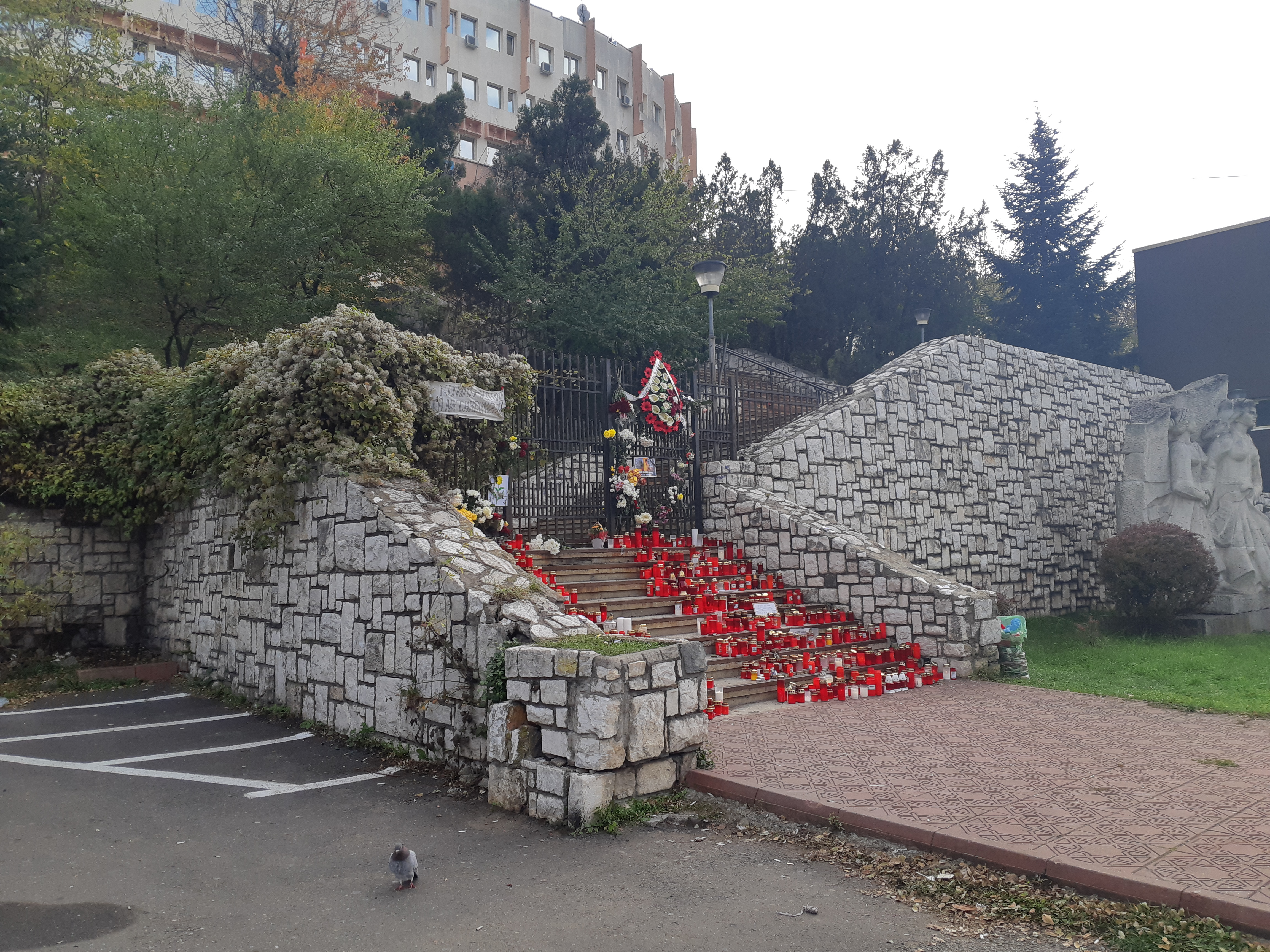
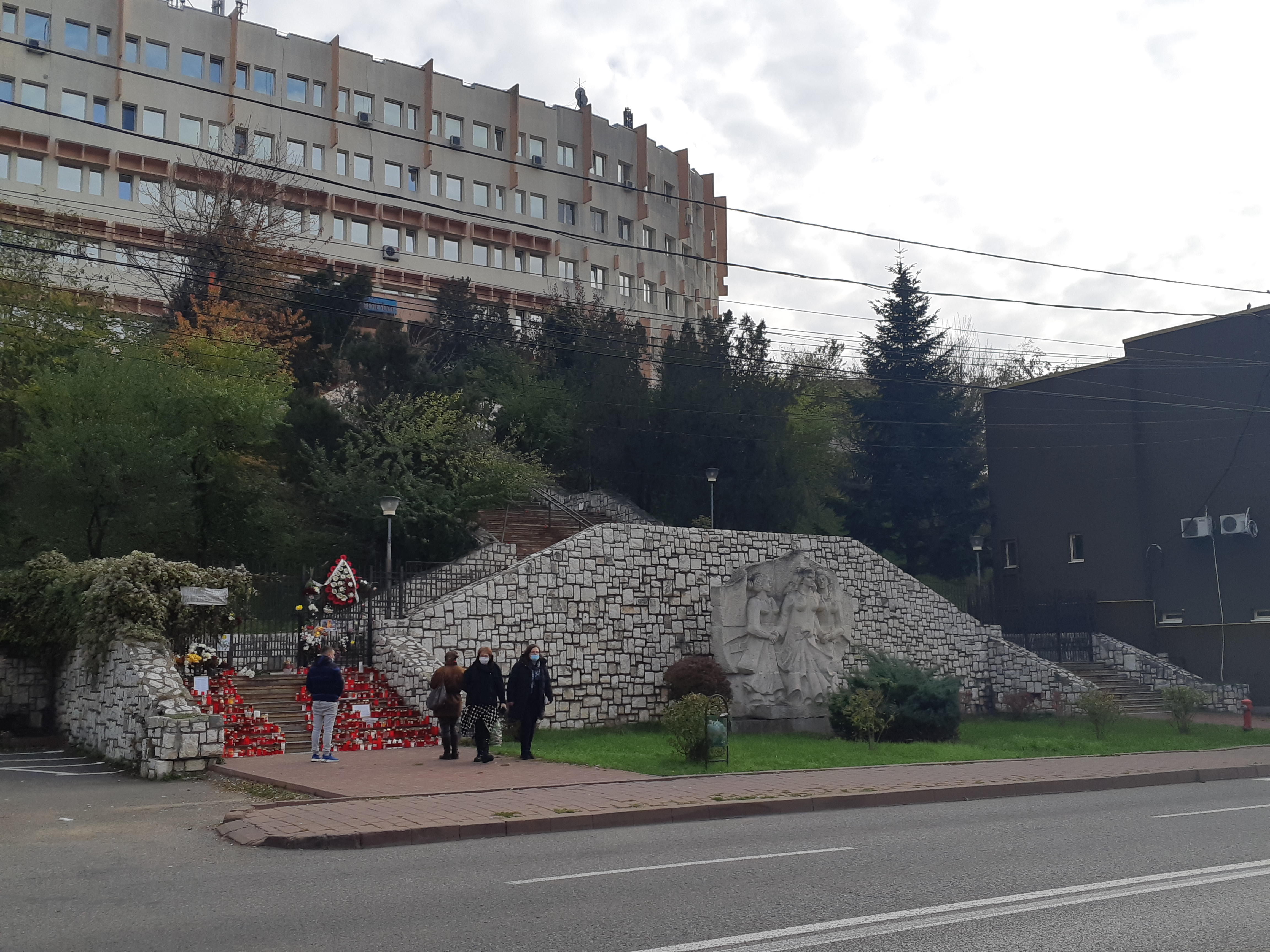
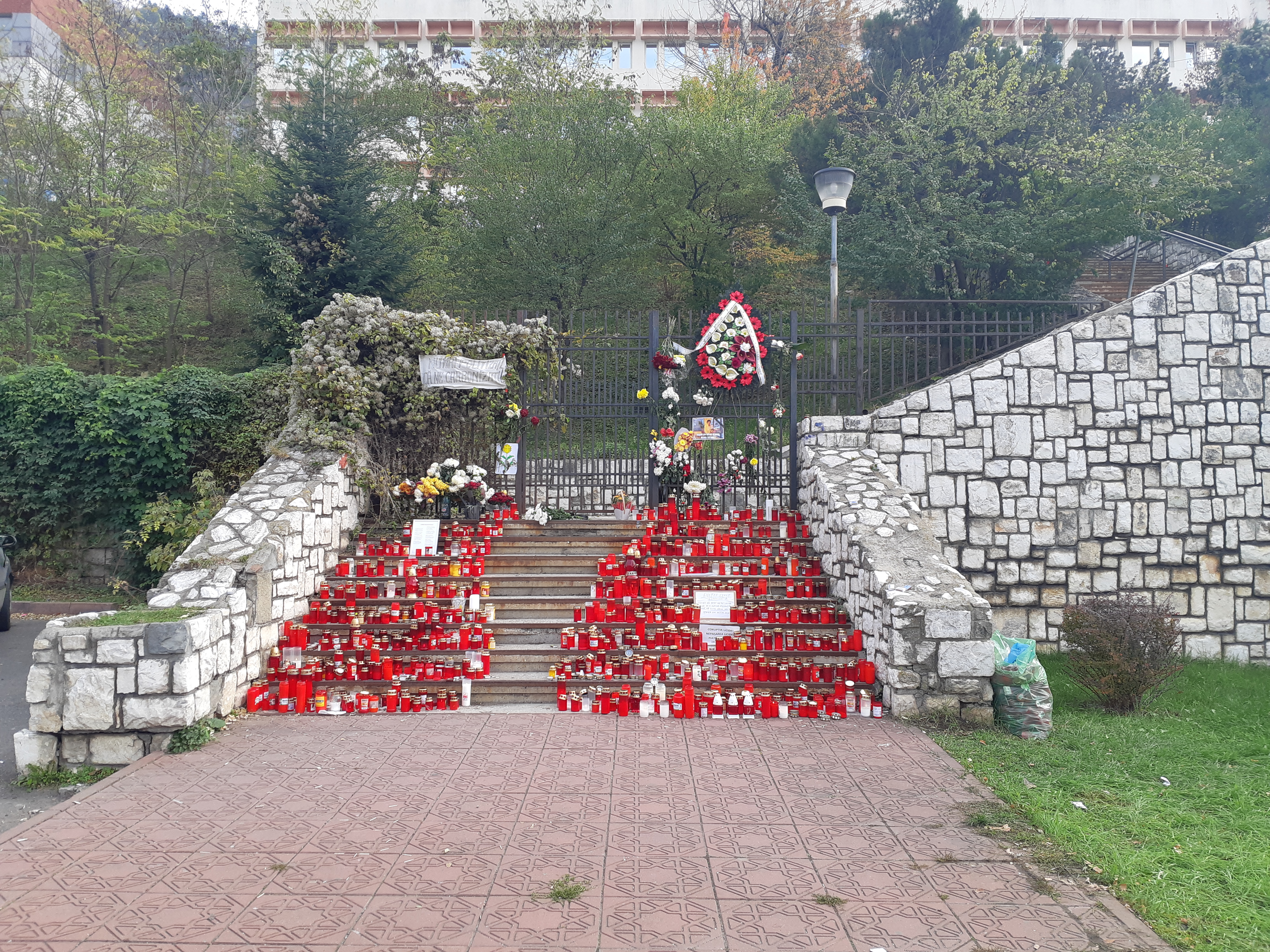

### Politique
Le Parti social-démocrate et l'Union sauvez la Roumanie ont annoncé la suspension de toute action de campagne électorale pour leurs partis par respect pour les victimes de l'incendie. Le Parti national libéral a reporté la cérémonie de lancement du programme de son gouvernement, intinialement prévue le 16 novembre.

### Réactions internationales
À la fin de l'angélus, le pape François a envoyé un message de compassion et a prié pour les victimes de l'incendie de Piatra Neamț. Des messages de condoléances ont également été transmis par des hommes politiques d'Autriche, de France, de Hongrie, d'Israël, du Kosovo, de Macédoine du Nord et de Turquie,,. Le maire de Chișinău, Ion Ceban, a déposé une gerbe à l'ambassade de Roumanie en Moldavie en hommage aux victimes de l'incendie.